# DeWitt megye (Texas)
DeWitt megye az Amerikai Egyesült Államokban, azon belül Texas államban található. Megyeszékhelye és legnagyobb városa Cuero. Lakosainak száma 19 824 fő (2020. április 1.). DeWitt megye Victoria, Goliad, Karnes, Gonzales és Lavaca megyékkel határos.

## Népesség
A megye népességének változása:
| Lakosok száma | 20 047 | 20 288 | 20 461 | 20 503 | 20 797 | 19 824 |
|               | 2010   | 2011   | 2012   | 2013   | 2015   | 2020   |